# PGC 19335
LEDA/PGC 19335 ist eine Elliptische Galaxie vom Hubble-Typ E im Sternbild Giraffe am Nordsternhimmel. Sie ist schätzungsweise 549 Millionen Lichtjahre von der Milchstraße entfernt. Gemeinsam mit IC 445 bildet sie das optische Galaxienpaar KPG 160.